# اتفاقية تخفيض ساعات العمل ( الأشغال العامة )، 1936

## C51
| تاريخ الإعتماد    | 23 حزيران 1936                      |
| ----------------- | ----------------------------------- |
| تاريخ حيز التنفيذ | انسحاب 30 أيار 2000                 |
| تصنيف             | ساعات العمل                         |
| الموضوع           | وقت العمل                           |
| السابق            | اتفاقية توظيف العمال الأصليين، 1936 |
| اللاحق            | اتفاقية اجازات مدفوعة الأجر، 1936   |

تأسست في عام 1936، مع مقدمة تنص على :
تعتبر بأن مسألة تخفيض ساعات العمل في الأشغال العامة التي تقوم بها أو المدعومة من قبل الحكومات هي ثالث بند من جدول الأعمال الجلسة.

## الانسحاب
الاتفاقية لم تدخل حيز التنفيذ أبداً، وانسحبت خلال المؤتمر العام لمنظمة العمل الدولية في 30 أيار 2000.

## التصديقات
لم يتم التصديق على الاتفاقية من قبل أي دولة.

## روابط خارجية
- نص